# Yuan (cognom)

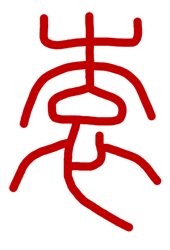
El caràcter «Yuan» en estil de segell petit (ca.)

Yuan (袁,  pronunciació (?·pàg.)) és un cognom xinès que ocupa el 37è lloc en nombre de persones amb aquest cognom així a la Xina. En mandarí estàndard, el cognom es translitera "Yuán" (pinyin) o "Yüan" (Wade-Giles). Les variants regionals inclouen "Yeu" (xangaiès), "Yuen" (cantonès), "Oan" (min nan), "Won" (coreà) i "Viên" (vietnamita). La pronunciació difereix força d'una regió a l'altra.
Segons la tradició, el cognom s'originà en una família noble de l'antic estat de Chen, en allò que avui en dia és l'est de la província de Henan. La forma escrita del caràcter prengué la seva forma estandarditzada actual al voltant del segle I. Durant la dinastia Han, estigué associat amb el poderós clan Yuan de Ru'nan i després durant les dinasties del sud i Jin, amb el clan Yuan de Chen.
Històricament, el cognom ha crescut de manera ràpida entre l'ètnia han i ha sigut pres també per diversos grups ètnics no xinesos. Actualment el porten més de 6,5 milions de persones al voltant del món, incloent-hi el 0,54% de la població de la Xina continental. Tot i que la seva expansió ha decaigut en els últims sis segles, el cognom Yuan continua relativament estès per la Xina, així com entre els seus descendents, amb concentracions per capita més importants a la regió del delta del Iang-Tsé, situat a la costa central.
A causa del fet que la regió del delta de Iang-Tsé ha exhibit històricament l'important sentit del clan, existeix un gran nombre de genealogies Yuan, la majoria de les quals es troben actualment en institucions públiques. Un interès renovat en l'ascendència fora de la Xina continental ha sigut fomentat pel Govern de la Xina.

## Origen del cognom
Fonts tradicionals situen l'origen del cognom en Yuan Taotu, un noble de Chen del segle VII aC, que formava part d'una branca lateral de la família del marquès que governava aquell estat. Seleccionà el segon caràcter del nom de cortesia del seu avi, Boyuan (伯爰), com el seu propi cognom. Yuan Taotu rebé un feu a Yangxia (陽夏), en allò que avui en dia és el comtat de Taikang (Henan). Aquest estat és considerat la llar ancestral del primer clan Yuan. A través de la seva connexió amb la família governant de Chen, la casa Yuan també pogué reivindicar com a avantpassat l'emperador semillegendari Shun. Els descendents de la casa Yuan són mencionats en el Zuo Zhuan com a alts funcionaris de l'estat de Chen fins que aquest fou extingit per Chu el 479 aC
Una teoria alternativa, molt menys acceptada, suggereix que el cognom Yuan deriva de Xuanyuan (軒轅 o 玄袁), nom de clan de l'Emperador Groc. Després de la seva mort, els estats de l'Emperador Groc passaren a dir-se Yuanyi (袁邑), i els seus descendents prengueren com a cognom el seu lloc de naixement.
Abans de la unificació de la Xina el 221 aC, només se sap que el cognom estava present en el domini històric de Chen. Alguns membres del clan Yuan es traslladaren a Zheng i altres estats veïns. El procés d'emigració al centre de Yangxia continuà després de la unificació. Un exemple d'això és el cas de Yuan Ang, un ministre de Liu Bang. La seva família fou obligada pel bandidatge a traslladar-se a Anling, a la zona de l'actual Xi'an, a uns 500 km a l'oest del seu centre ancestral.
El cognom Yuan podria haver sigut escrit d'almenys cinc maneres diferents a principis de la dinastia Han, que eren utilitzades indistintament en l'època anterior a aquesta dinastia. Al segle i, el nom prengué una forma llargament estandarditzada (袁), que continua vigent en l'actualitat. Un antic diccionari, el Shuowen, defineix aquest caràcter com a «gran peça de vestir», però aquest significat arcaic deixà de ser utilitzat. El text Han Qian fu lun (潛夫論: "Comentaris d'un Ermità") suggereix que el caràcter deriva de 1) el caràcter ai (哀), que significa 'pena', 'dolor'; o 2) una combinació dels caràcters gong (公: 'senyor') i gu (谷: 'cereal').